# Cláudio Adriano Ribeiro
Cláudio Adriano Ribeiro, conhecido como Papagaio, é o maior assaltante da região sul, atualmente encontra-se recolhido na Penitenciária de Alta Segurança de Charqueadas (Pasc),desde 24 de Dezembro de 2011.
Papagaio se tornou famoso pelos assaltos a carros fortes nas cidades do interior da região sul do Brasil. Suas ações são caracterizadas pela eficiência e violência empregadas.